# Šuňava
Šuňava és un poble i municipi d'Eslovàquia. Es troba a la regió de Prešov, al nord del país.

## Història
La primera referència escrita de la vila data del 1298.

## Demografia
| Godina             | 1994 | 2004   | 2014   | 2024   |
| ------------------ | ---- | ------ | ------ | ------ |
| Nombre de persones | 1818 | 1914   | 1987   | 1957   |
| Diferència         |      | +5,28% | +3,81% | −1,50% |

| Godina             | 2023 | 2024   |
| ------------------ | ---- | ------ |
| Nombre de persones | 1961 | 1957   |
| Diferència         |      | −0,20% |